# Ligota Wielka (Dzierżoniów)
Pour les articles homonymes, voir Ligota Wielka.
Ligota Wielka est une localité polonaise de la gmina de Łagiewniki, située dans le powiat de Dzierżoniów en voïvodie de Basse-Silésie.

## Histoire
De 1742 à 1945, Groß Ellguth fait partie de l'arrondissement de Reichenbach dans le district de Breslau au sein de la province de Silésie.